# Pöttmes
Pöttmes er en by i Regierungsbezirk Schwaben Landkreis Aichach-Friedberg i den tyske delstat Bayern og administrationsby for Verwaltungsgemeinschaft Pöttmes.

## Geografi
Pöttmes ligger i Region Augsburg i Landkreis Aichach-Friedberg, og hører historisk ikke til Schwaben, nærmere til Altbayern.

### Landsbyer og bebyggelser
Pöttmes består af følgende landsbyer og bebyggelser: Pöttmes, Ebenried/Stuben, Echsheim, Grimolzhausen, Gundelsdorf, Handzell, Immendorf/Wagesenberg, Kühnhausen, Osterzhausen, Reicherstein, Schnellmannskreuth, Schorn, Wiesenbach

### Nabokommuner
Aindling (Landkreis Aichach-Friedberg), Baar, Ehekirchen (Landkreis Neuburg-Schrobenhausen, (Oberbayern), Hollenbach , Holzheim (Landkreis Donau-Ries), Inchenhofen, Königsmoos, Kühbach , Petersdorf , Rain, Schrobenhausen (ND, Obb.), Thierhaupten (Landkreis Augsburg)
- Wikimedia Commons har flere filer relateret til Pöttmes